# Grafschaft Loon

Wappen der Grafen von Loon

Die Grafschaft Loon (mittellateinisch: Comitatus Lossensis; manchmal auch Loen oder Looz im frankophonen Sprachraum) ist eine ehemalige Grafschaft, die in etwa der heutigen belgischen Provinz Limburg mit Ausnahme der Städte Tongern und Sint-Truiden entspricht. Sie umfasste die Orte Beringen, Bilzen, Loon, Bree, Hamont, Hasselt, Herk-de-Stad, Maaseik, Peer und Stokkem.

## Geschichte

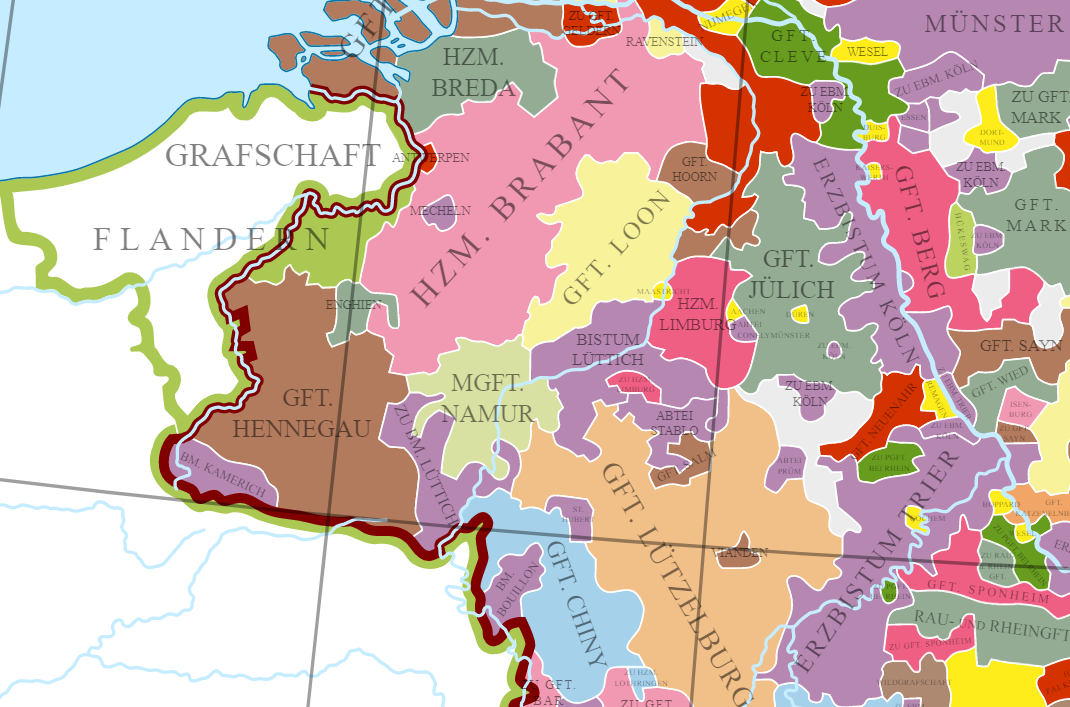
Die „Niederen Lande“, der nordwestliche Raum des Heiligen Römischen Reichs, im Jahr 1250 mit Loon in Gelb

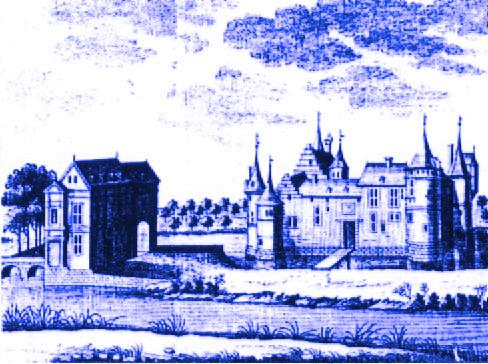
Die Burg in Kuringen bei Hasselt

Die Grafschaft Loon wird erstmals um das Jahr 1000 erwähnt und entstand vermutlich aus den Resten der karolingischen Grafschaft Hespengau. Gründer der Grafschaft war Otto, Graf in der Betuwe oder sein Sohn Giselbert. Deren Nachkomme Graf Gerhard II. musste 1190 die Oberhoheit des Bistums Lüttich anerkennen sowie den Bischof als Erben für den Fall, dass keine männlichen Nachkommen vorhanden waren.
Die Burg Loon war eine Motte, im Zentrum der heutigen Stadt Borgloon gelegen; schon Graf Arnold I. verlegte 1095 seinen Hauptsitz auf die besser zu verteidigende Burg in Kuringen bei Hasselt, an deren Stelle heute der Anfang des 16. Jahrhunderts errichtete Prinsenhof steht. Die Burg Loon wurde 1179 in der Fehde des Grafen Gerhard II. (1171–1194) mit dem Fürstbischof von Lüttich, Rudolf von Zähringen, erstmals verwüstet und dann erneut um 1232. Der Burghügel mit den Ruinen wurde zwischen 1870 und 1877 abgetragen, an der Stelle der Burgkapelle steht heute die Kirche St. Odulfus.
Um 1200 wurde die Residenz der Grafen endgültig nach Hasselt verlegt. 1227 erbte Graf Arnold IV. durch seine Ehe mit Jeanne de Chiny aus dem Haus Chiny die Grafschaft Chiny. 1336 erlosch die ältere Linie des Hauses Loon mit dem Tod des Grafen Ludwig IV. (die jüngere Linie Looz-Corswarem blüht bis heute).
Ludwigs IV. Neffe Dietrich von Heinsberg aus dem Haus Heinsberg, der Schwager des Lütticher Bischofs Adolf von der Mark, konnte das Erbe des Grafen von Loon antreten, da der Bischof auf den Anspruch verzichtete. Gottfried von Heinsberg, Herr von Dalenbroeck und Dietrichs Neffe, erbte Loon 1361, musste aber dem neuen Bischof Engelbert von der Mark weichen, der Loon 1362 an sich nahm. Gottfried verkaufte seine Rechte an Loon an seinen Vetter Arnold von Rümmingen (Arnoul de Rumigny), der vergebens versuchte, die Grafschaft zu erobern, und 1366 schließlich seinen Verzicht erklärte. Der Fürstbischof von Lüttich nahm nun den Titel eines Grafen von Loon an, wobei er die Institutionen der Grafschaft bestehen und der Grafschaft eine gewisse Autonomie ließ, eine Verfügung, die 1522 bestätigt wurde.
Nach der Schlacht bei Fleurus (1794) und der französischen Besetzung der linksrheinischen Gebiete wurde Loon in das Département Meuse-Inférieure integriert.

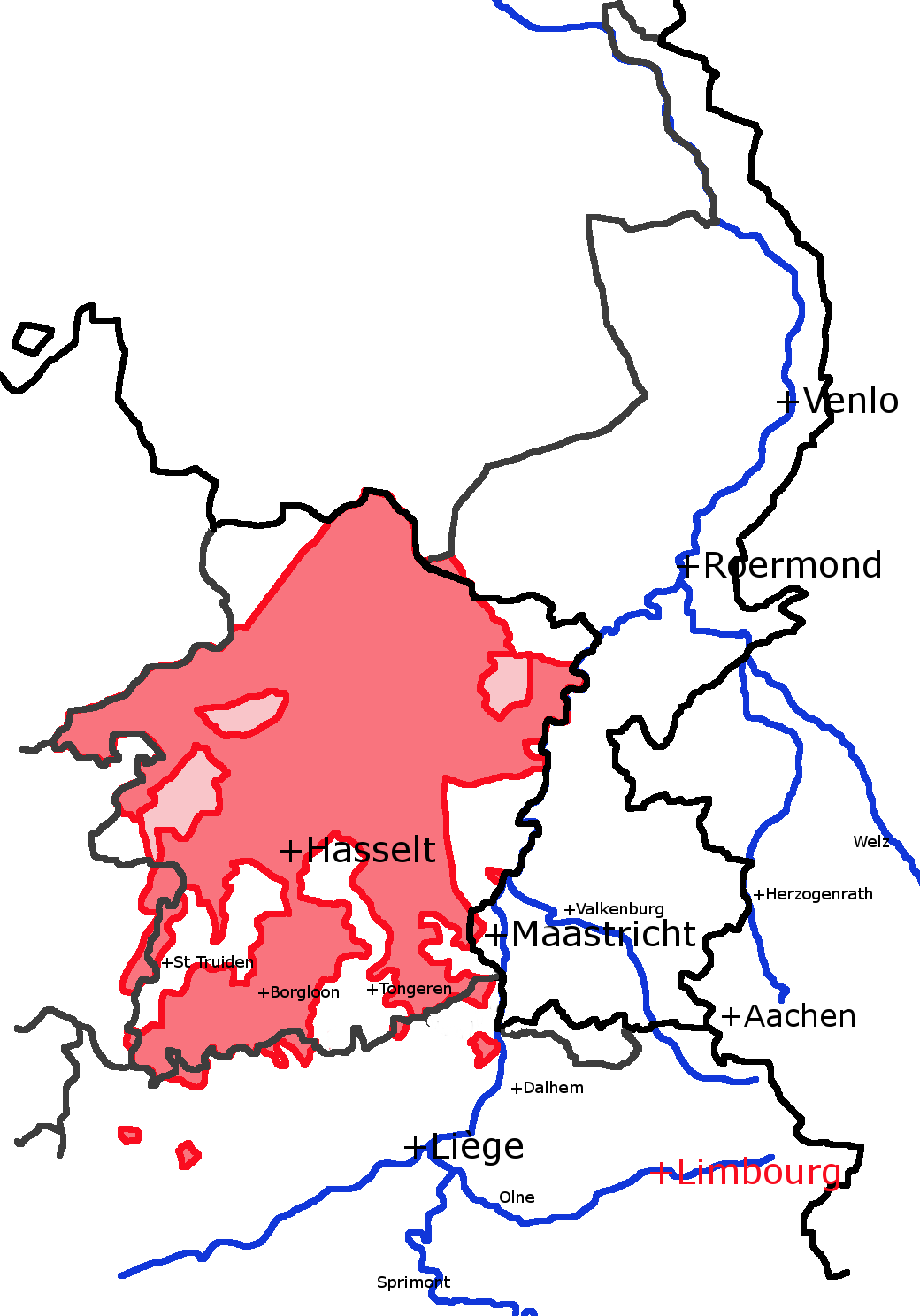
Umfang der Gft. Loon
in den Grenzen der Prov. Limburg

Graf Arnold I. von Loon (1101–1139) erbte nach dem Tod seines Schwiegervaters Gerhard, Graf von Rieneck, 1106 die im heutigen Unterfranken gelegene Grafschaft Rieneck. Ihm folgten dessen Sohn, Arnold II., und der Enkel, Ludwig I. Im späten 12. Jahrhundert teilte die Familie ihren Besitz: Ludwig II. erhielt Loon, Gerhard III. den Rienecker Herrschaftsteil. Philipp III. von Rieneck starb als letztes männliches Mitglied dieses Zweiges der Looner Grafen 1559.

## Grafen von Loon

### Haus Loon
- Otto, Enkel von Rudolf von Haspinga, Graf in der Betuwe; ⚭ Luitgard von Namur, Tochter von Albert I., Graf von Namur, und Ermengarde von Niederlothringen
- Giselbert († 1044 oder 1046), dessen Sohn; ⚭ Erlende de Jodoigne
- Emmon († 1078), dessen Sohn; ⚭ Suanehilde, Tochter von Dietrich III., Graf von Westfriesland, und Othelendis  von Nordmark.
- Arnold I. (1060, † 1126), dessen Sohn; ⚭ Agnes von Mainz; sein zweiter Sohn Johann begründet die bis heute blühende Linie Looz-Corswarem
- Gerhard I. († 1103), dessen Sohn
- Arnold II. († vor 1141), Sohn von Arnold I.; ⚭ Agnes
- Ludwig I. (etwa 1125 bis 1130, † 1171), dessen Sohn; ⚭ Agnes von Metz, Tochter von Folmar V, Graf von Metz, und Mathilde von Dagsburg
  - deren Tochter Agnes von Loon heiratet 1169 Otto I. von Wittelsbach (1117–1183), der 1180 mit dem Herzogtum Bayern belehnt wird.
- Gerhard II. († 1194), dessen Sohn; ⚭ Adelheid von Geldern, Tochter von Heinrich I., Graf von Geldern, und Agnes von Arnstein
- Ludwig II. († 1218), dessen Sohn; ⚭ Ada, Gräfin von Holland, Tochter von Graf Dietrich VII. und Adelheid von Kleve
- Heinrich († 1218), dessen Bruder, Kanoniker in Saint-Lambert in Lüttich, Graf von Loon während der Minderjährigkeit Arnolds IV.
- Arnold III. († 1221), dessen Bruder, Graf von Rieneck und Loon während der Minderjährigkeit Arnolds IV.; ⚭ Adelheid von Brabant (1190, † 1265), Tochter von Heinrich I., Herzog von Brabant und Mathilde von Elsaß
- Ludwig III. († 1243), Graf von Loon, dessen Neffe, Sohn von Gerhard III., Graf von Rieneck, und Kunigunde von Zimmern, verzichtet 1227 in Loon zugunsten seines Bruders

Wappen der Grafen von Loon und Chiny

- Arnold IV. († 1273), Graf von Loon und Graf von Chiny (Arnold II.), dessen Bruder, Sohn von Gerhard III., Graf von Rieneck, und Kunigunde von Zimmern; ⚭ Johanna Gräfin von Chiny (1205, † 1271) (Haus Chiny)
- Johann I. († 1279), dessen älterer Bruder; ⚭ I 1258 Mathilde von Jülich, Tochter von Wilhelm IV., Graf von Jülich, und Mathilde von Geldern; ⚭ II Isabelle de Condé
- Arnold V., Graf von Loon und Chiny (Arnold III.) dessen Sohn aus erster Ehe, tritt Chiny 1313 an seinen Sohn ab; ⚭ Margarete von Vianden.
- Ludwig IV.,  († 1336), Graf von Loon und Chiny (Ludwig VI.), dessen Sohn; ⚭ Margarete von Lothringen († 1348), Tochter von Herzog Theobald II. von Lothringen, und Isabelle de Rumigny.

### Haus Heinsberg

Wappen der Grafen von Loon a.d.H. Heinsberg

- Dietrich von Heinsberg († 1361) aus dem Geschlecht der Spanheimer, Graf von Looz und Chiny, dessen Neffe, Sohn von Gottfried von Heinsberg und Mathilde von Looz, Tochter von Arnold V; ⚭ Kunigunde von der Mark
- Gottfried von Heinsberg (1325, † 1395), Herr von Dalenbroich, dessen Neffe, Sohn von Johann von Heinsberg, Herr von Dalenbroich, und Katharina von Voorne; er erhielt Loon und Chiny von seinem Onkel, verlor aber Loon an den Bischof von Lüttich.

### Haus Rumigny

Wappen der Grafen von Loon a.d.H. Rumigny-Montferrat-Oreye

- Arnold von Rümmingen, Sohn von Guillaume d'Oreye.

### Bischöfe von Lüttich
Die Grafschaft wird von Bischof Engelbert von der Mark (* 1304; † 25. August 1368) eingezogen. Alle ihm folgenden Bischöfe von Lüttich bis zum Jahr 1794 sind formal auch Grafen von Loon.